# 오쓰키 겐지
오쓰키 겐지(일본어: 大槻 賢二, おおつき ケンヂ, 1966년 2월 6일~ )는 일본의 락 가수이다. 오켄 기획사 소속이고, 애칭은 오켄(オーケン)이다.

## 역사
도쿄 나카노구 출신이며, 도쿄도립다가라고등학교(東京都立田柄高等学校)를 졸업했다. 일본 디자이너 학원을 다니다가 그만두고, 동경국제대학에 재학하다 중퇴했다.

### 가수로서의 활동
1982년 2월에 우치다 유이치로와 근육소녀대를 결성하여, 보컬과 작곡을 담당했다. 그러나 1999년 근육소녀대가 해산하자, 새로운 밴드인 특촬을 결성한다. 그리고 신주쿠 로프트에서 토크쇼인 노호혼학교 등을 진행하고, 애니메이션 음악등에 참가했다. 또한 작가로서의 활동도 적극적으로 하였다. 2007년 9월 10일에 근육소녀대를 재결성하여, 2011년까지 활동 중이다.

### 작가로서의 활동
어린시절, 우치다 유이치로와 함께 만화가를 꿈꾸었다. 그 후 만화가가 되지는 않았지만, 꾸준히 소설과 시, 수필 등을 썼다. 2011년 기준으로 가수활동에 전념하기 위해 소설쓰기를 그만뒀지만, 수필은 여전히 쓰고있다.